# Nissan Nuvu
Nissan Nuvu – model koncepcyjny - prototyp kompaktowego, w pełni elektrycznego samochodu miejskiego z miejscami dla dwóch osób + kierowcy, zaprojektowany przez firmę Nissan. 
Nuvu debiutował na targach Paris Motor Show 2008. 
Samochód wyposażony jest w umieszczone na dachu panele solarne w kształcie listków, które wyłapują energię słoneczną i przeprowadzają ją przez „drzewo energetyczne” (pień energetyczny), który rozciąga się z podłogi bagażnika aż po dach za plecami kierowcy. 
Projektanci zastosowali dwa tryby ładowania akumulatorów litowo-jonowych (znajdujących się pod siedzeniami pasażerów) - szybki 0-80% w 20 min. i pełny - w 4 godziny. 
Według deklaracji Nissana samochód ma rozwijać prędkość maksymalną ok. 120 km/h a jego zasięg na pełnym akumulatorze to 130 km.
Jest to model prototypowy, koncepcyjny i nie trafi raczej do produkcji. Natomiast Nissan deklaruje, że jest kwintesencją pomysłu marki na samochód z napędem elektrycznym i proekologiczny.